# Massospondylus
Massospondylus je bil rastlinojedi dinozaver, pred približno 200 do 183 milijoni let.

## Klasifikacija
Massospondylus je najbolj znan rod iz družine Massospondylidae.